# Frank Dittrich
Frank Dittrich (ur. 23 grudnia 1967 w Lipsku) – niemiecki łyżwiarz szybki, wielokrotny medalista mistrzostw świata.

## Kariera
Pierwszy sukces w karierze Frank Dittrich osiągnął w 1996 roku, kiedy zdobył brązowy medal w biegu na 10 000 m podczas dystansowych mistrzostw świata w Hamar. W zawodach tych wyprzedzili go jedynie Gianni Romme z Holandii oraz Belg Bart Veldkamp. Wynik ten powtórzył na MŚ w Calgary (1998), MŚ w Heerenveen (1999) i MŚ w Nagano (2000). Zajął również trzecie miejsce na dystansie 5000 m na mistrzostwach świata w Warszawie w 1997 roku, przegrywając z Rintje Ritsmą i Giannim Romme. Na najniższym stopniu podium stanął także podczas wielobojowych mistrzostw świata w Nagano w 1997 roku, gdzie lepsi byli jedynie Ids Postma z Holandii oraz Japończyk Keiji Shirahata. Wielokrotnie stawał na podium zawodów Pucharu Świata, odnosząc przy tym jedno zwycięstwo: 25 listopada 2001 roku w Hadze wygrał bieg na 10 000 m. Najlepsze wyniki osiągnął w sezonach 1998/1999 i 1999/2000, kiedy zajmował trzecie miejsce w klasyfikacji końcowej 5000/10 000 m. W 1992 roku wystartował na igrzyskach olimpijskich w Albertville, zajmując między innymi czwarte miejsce w biegu na 5000 m. Walkę o medal przegrał tam z Holendrem Leo Visserem. Na rozgrywanych dwa lata później igrzyskach w Lillehammer był ósmy na 5000 m i szósty na 10 000 m. Na tych samych dystansach był odpowiednio piąty i szósty podczas igrzysk w Nagano w 1998 roku. Brał też udział w igrzyskach olimpijskich w Salt Lake City w 2002 roku, gdzie jego najlepszym występem było dziewiąte miejsce w biegu na 5000 m. W 2004 roku zakończył karierę.